# 小川ローザ
小川 ローザ（おがわ ローザ、1946年〈昭和21年〉10月1日 - ）は、日本のモデル。東京都世田谷区出身。本名は小川 静代（おがわ しずよ）。身長162cm、B80cm、W59cm、H88cm（1969年7月）。芸名は叔父が命名した。

## 来歴
東京都世田谷区生まれ。彫金師の父・母・姉・弟2人の6人家族。両親とも日本人でハーフではない。桜華学院卒業。電話交換手を一年勤めたが辞め、デザイナーを志して文化服装学院に通っていた時に、メンズクラブ・mc Sisterなどの雑誌でファッションモデルを務める。1969年、丸善石油の有鉛ハイオクガソリンのCMに出演。猛スピードで走る自動車が巻き起こした風で小川のミニスカートがまくりあがり、「Oh! モーレツ」と叫ぶ内容で一世を風靡し、幼児の間でも「Oh! モーレチュ」と言い、スカートめくりが流行するほど社会現象にまでなった。『コント55号の裏番組をぶっとばせ!』（日本テレビ）に小川が出演し（1969年7月6日放送）、「野球拳コーナー」で坂上二郎にジャンケンで負けてセミヌードになった夜、視聴率29.3%を記録し、NHK大河ドラマ『天と地と』27.6%に勝ち、タイトル通り裏番組をぶっとばした。
歌手としては『風が落した涙』をリリース。1969年10月10日の時点で公称25万枚の売り上げを記録している。同年のNETスピードカップなどにモデルとして登場。この頃サーキットでアシスタントをしていた小川らがレースクイーンの起源とされる。1970年2月26日にトヨタのワークスチームのレーサー・川合稔と結婚。これにより10%の視聴率を保っていたテレビドラマ『Oh! それ見よ』が川合との生活を配慮し、14回収録分のみで前年の12月をもって打ち切られた。夫婦でトヨタ・コロナのポスターに出演していたが、結婚からわずか半年後の1970年8月26日に鈴鹿サーキットでのテスト中の事故で川合が死亡したため、芸能界を引退した。
その後イタリアに5年滞在し、服飾関係の仕事を始め、帰国してから友人とファッションの輸入会社を立ち上げ、2008年まで経営。その後は介護の経験から訪問介護員の2級を取得し、2017年時点では訪問介護のヘルパーをしている。
2012年2月から芸能活動を再開し、2021年からはyoutuberとしての活動も始めた。

## 人物
小川は空手道・キックボクシングで一時代を築いた山崎照朝の熱狂的ファンだった。1969年に日刊スポーツが主催する芸能イベントで、小川・仲宗根美樹・山本リンダなど当時の芸能界のスター・アイドルが集まり、山崎も「キックボクシング界のホープ」として出演。フィナーレも終わり、山崎が帰ろうとすると小川のマネージャーが近づき、「小川は山崎さんのリング上の雄姿に憧れて、このイベントに参加しました。小川がどうしてもお会いしたいと申しているので、ぜひ事務所にお越し下さい」と小川の気持ちを伝え、山崎を招待している。
息子は舞台俳優の小川大悟。

## 出演

### 映画
- チンチン55号ぶっ飛ばせ！出発進行（1969年） - 下駄屋のハマちゃん
- 殺し屋人別帳（1970年） - ミッチー
- 陽は沈み陽は昇る（1973年） - 裕子

### テレビドラマ
- Oh!それ見よ（1969年10月1日 - 12月31日、全14話、TBS）‐主演・海野珠子[注 3]

### 歌番組
- 歌のグランドヒットショー （1969年、NET）　-　番組ホステス
- NTV紅白歌のベストテン （日本テレビ） - 第1回ゲスト

## ディスコグラフィー
- 風が落した涙 / 雨あがりの虹 (1969.08.01、コロムビア、P-81)